# 盛岡地方気象台
盛岡地方気象台（もりおかちほうきしょうだい）は、岩手県盛岡市山王町7-60に所在する地方気象台。

## 概要
仙台管区気象台の管轄下にあり、岩手県内の地上気象観測、地域気象観測(アメダス)、生物季節観測からなる気象観測業務、予報業務、地震情報・防災・広報業務を行っている。

## 沿革
- 1883年（明治16年）3月1日 - 内務省地理局宮古測候所として観測業務を開始[1]。
- 1936年（昭和11年）10月1日 - 中央気象台盛岡支台が国（文部省）に移管[1]。
- 1957年（昭和32年）9月1日 - 盛岡地方気象台に改称[1]。
- 1997年（平成9年）9月3日 - 盛岡地方気象台の庁舎建替えのため仮設庁舎に移転[1]。
- 1999年（平成11年）10月20日 - 盛岡地方気象台新庁舎で業務開始（庁舎完成H11.9.30、完成記念式典H11.11.30）[1]。

## 所在地
- 岩手県盛岡市山王町7-60[2]

## 天気予報区分
岩手県内陸部
- 二戸地域 - 二戸市、一戸町、軽米町、九戸村
- 盛岡地域 - 滝沢市、八幡平市、盛岡市、岩手町、葛巻町、雫石町、紫波町、矢巾町
- 花北地域 - 北上市、花巻市、西和賀町
- 遠野地域 - 遠野市
- 奥州金ケ崎地域 - 奥州市、金ケ崎町
- 両磐地域 - 一関市、平泉町

岩手県沿岸北部
- 久慈地域 - 久慈市、洋野町、野田村、普代村
- 宮古地域 - 宮古市、岩泉町、田野畑村、山田町

岩手県沿岸南部
- 釜石地域 - 釜石市、大槌町
- 大船渡地域 - 大船渡市、陸前高田市、住田町